# Пензево
Пензево — Деревня в Дорогобужском районе Смоленской области России. Входит в состав Озерищенского сельского поселения. 
Население — 30 жителей (2007 год). 
Расположена в центральной части области в 15 км к юго-западу от Дорогобужа, в 0,1 км восточнее автодороги Р137 Сафоново — Рославль. В 21 км южнее от деревни находится железнодорожная станция Ельня на линии Смоленск-Сухиничи.
Бригадир деревни - Кирикова Галина Семёновна, 09.04.1927 г.р.

## История
В годы Великой Отечественной войны деревня была оккупирована гитлеровскими войсками в октябре 1941 года, освобождена в сентябре 1943 года.